# Martín García Díaz
Martín García Díaz (La Paz, Provincia de Córdoba, 25 de enero de 1915) es un exfutbolista y director técnico argentino con larga trayectoria en el fútbol chileno. Su posición en el campo fue Mediocampista. Recordado como entrenador por llevar al club Everton de Viña del Mar a la conquista de sus dos primeros títulos de Primera división en 1950 y 1952.

## Trayectoria
Martín García jugó profesionalmente en Argentina en solo dos clubes Gimnasia y Esgrima La Plata y Platense antes de llegar a Chile al club Santiago Wanderers de Valparaíso para una gira por la costa del Pacífico entre 1940 y 1941, quedándose en el equipo porteño por seis años. Luego en Everton de Viña del Mar permanece otras tres temporadas antes de retirarse del profesionalismo, y asumir en 1948 la conducción técnica del primer equipo. Con el equipo viñamarino obtendría los títulos de Primera división en 1950 y 1952. Adicionalmente tiene a su haber el récord de mayor cantidad de partidos dirigidos en competencias oficiales a Everton con 219 juegos.
Luego dirigirla a Unión Española, Ñublense de Chillán, Santiago Wanderers y Green-Cross de Temuco.

## Clubes

### Como jugador
| Club                  | País      | Año       |
| --------------------- | --------- | --------- |
| Provincial de Rosario | Argentina | 1930-1937 |
| Gimnasia La Plata     | Argentina | 1938      |
| Platense              | Argentina | 1939      |
| Santiago Wanderers    | Chile     | 1940-1945 |
| Everton               | Chile     | 1946-1948 |

### Como entrenador
| Club               | País  | Año       |
| ------------------ | ----- | --------- |
| Everton            | Chile | 1948-1954 |
| Unión Española     | Chile | 1955-1958 |
| Ñublense           | Chile | 1959      |
| Lota Schwager      | Chile | 1961      |
| Audax Italiano     | Chile | 1962      |
| Magallanes         | Chile | 1963      |
| Santiago Wanderers | Chile | 1964-1965 |
| Green Cross Temuco | Chile | 1967      |
| Everton            | Chile | 1975      |